# Droixhe
Droixhe ([dʁwaks] en français, [drwɛx] en wallon) est un quartier administratif de la section de Bressoux dans la commune de Liège en Belgique. Il est situé au nord de la ville sur la rive droite de la Meuse.
Longtemps plaine agricole puis plaine de manœuvre pour l'armée, ce lieu fut utilisé pour accueillir l'Exposition internationale de Liège, en 1930.
Il fut ensuite assaini pour y accueillir des habitations, le site fut construit dans un style fonctionnaliste inspiré de Le Corbusier après la Seconde Guerre mondiale. Construit en plusieurs phases entre 1959 et 1976, c'est le plus grand ensemble architectural de ce type en Belgique. En effet, la cité a accueilli 1 800 logements.
Les premières tours ont été détruites en 2009. Il s'agissait des deux tours situées aux extrémités de l'avenue de la Croix Rouge. Après désamiantage et démontage des locaux techniques, les dix étages supérieurs sont attaqués à la boule de démolition (5 octobre 2009 pour la tour numéro 1). Les dix étages inférieurs sont abattus à la pelle hydraulique.
Pour des raisons de coûts trop élevés pour la rénovation, les trois dernières tours ont vu leurs derniers jours en 2014-2015.
En 2018, les autorités communales ont annoncé un vaste projet visant à requalifier le quartier.

## Toponymie
Selon Théodore Gobert, l'origine du toponyme « Droixhe » est germanique. Il proviendrait des dialectes haut-allemand et frison : « Treisch » et « Dresch » et aurait pour signification : terrain vierge, friche ou encore pré banal.
Droixhe peut se transcrire « Drwexhe » ou « Drwèhe » en wallon.[réf. nécessaire]

Wallonie dialectale.

Le digramme « xh » est une particularité du wallon liégeois et se prononce « h », même si de nombreuses personnes font l'erreur de le prononcer « ks ». Selon Louis Remacle, cette prononciation est le résultat d’une confusion graphique au départ du groupe sch, dont le sc aurait été réinterprété en x.

## Géographie

Les quartiers de Droixhe et Bressoux composent, depuis 1977, la section de Bressoux dans la commune de Liège.

## Cité de Droixhe

### Introduction
La cité de Droixhe, édifiée de 1950 à 1976 , est un ensemble de logements modernistes construit en bordure de Liège par le groupe d'architectes liégeois E.G.A.U. (Étude en groupe d'architecture et d'urbanisme) à la suite d'un concours organisé en 1950 par La Maison Liégeoise, société belge de logements sociaux (fondée le 15 janvier 1921), pour concevoir un nouveau quartier de 1 800 logements destiné à accueillir 7 000 habitants.
Elle est une démonstration et l'un des meilleurs exemple belge des théories inspirées des C.I.A.M. (Congrès internationaux d'architecture moderne) et de la Charte d'Athènes laquelle codifie de manière officielle l'urbanisme fonctionnel. Le projet sera d'ailleurs publié mondialement : en 1952, dans le guide The New Architecture of Europe (E. Kidder-Smith), et la Cité est répertoriée dans le Patrimoine monumental de la Belgique (1974) et identifiée dans l'Architecture contemporaine de Belgique comme « l'approche la plus ambitieuse d'un complexe d'habitations compactes dans les années 1950 » (Geert Bekaert, 1993). Elle est présentée comme un modèle de référence de l'architecture moderne belge.

### Le contexte
La ville de Liège connaît entre 1830 et 1880 une explosion démographique , la population triple quasiment (58 000 à 131 000 habitants) et la ville voit sa surface urbanisée doublée. Ville industrielle importante, Liège voit se développer une grande banlieue où les usines s'établissent. Des quartiers se développent tout autour de la ville en accompagnant l'implantation des industries.
Liège, petit à petit, commence à prendre l'allure d'une grande cité.
A la veille de la Seconde Guerre mondiale, en 1939, Liège organise l'Exposition de l'Eau, une exposition internationale centrée sur le thème de « L'eau dans la vie des hommes et des communautés humaines ».
Il s'agit de la première manifestation dont Le Grand Liège (fondé par G. Truffaut en 1937) est responsable et les objectifs sont ambitieux. Elle constituera un tremplin vers une relance économique de Liège et révèle la volonté de présenter Liège comme une ville qui veut développer une vision cohérente, fonctionnelle et moderne pour son évolution future.
L'exposition se déploie sur une superficie de +/- 70 hectares  dont une partie se situe sur un ancien champ de manœuvres militaire, et qui constituera le site de la future cité de Droixhe.
La cité de Droixhe répond, dans un contexte d'après-guerre, à une urgence qui consiste à mettre à la disposition de la population qui a subi une guerre particulièrement violente et destructrice des logements sociaux avec de surcroît une demande de plus en plus importante.
La ville à l'ambition de devenir une grande cité et pour cela il faut moderniser la ville.
En 1949, la municipalité décide de se doter d'un nouveau quartier moderne et elle décide d'organiser un concours d'architecture. Le but imposé est de mettre à la disposition de ménages aux moyens modestes des logements dignes, sains et à prix réduit.
Le concours est remporté par le Groupe EGAU composé de 3 jeunes architectes : Charles Carlier, Jules Mozin et Hyancinthe Lhoest.
Le jury ayant posé des critères d'excellences très élevés, il sélectionne ce projet qu'il a jugé comme étant le meilleur même s'il a estimé qu'il aurait été possible de faire encore mieux et plus radical.

### Le site du projet
Le site de la plaine de Droixhe est un terrain vierge en bord de Meuse sur la rive droite, se trouvant sur le territoire de la commune de Bressoux (aujourd'hui cette commune n'existe plus et fait partie de la commune de Liège depuis la fusion de 1977). Situé à 3km du centre de Liège, il s'agit d'un ancien champ de manœuvres de l'armée belge, d'une superficie de 18 hectares, utilisé lors de l'Exposition de l'Eau et dont les installations avaient été démontées. En 1945 ce lieu a aussi été utilisé durant 2 ans par l'armée américaine pour stocker du matériel militaire avant de le rapatrier aux États-Unis.
Le site étant vierge, d'un tenant, sans contrainte de voiries, les architectes disposent de beaucoup de liberté pour réaliser une démonstration des théories fonctionnalistes et modernistes.

### Le projet initial
La cité de logements de Droixhe est constituée de 15 unités de voisinages de 12 étages sur pilotis comprenant au total 1800 unités d'habitations destinées à loger 7 000 personnes, ces unités sont toutes parallèles et orientées selon des critères optimaux : l'axe est-ouest légèrement incliné de manière à profiter d'un meilleur ensoleillement et de vues généreuses sur le paysage.
Le tracé des rues est réalisé de manière à connecter l'ensemble au tissu urbain existant, au centre de la composition se trouvent de vastes espaces verts, notamment le grand parc avec un étang dessiné par Jules Mozin, une église, un complexe social comprenant de multiples équipements : une école de filles et une école de garçons (devenues école gardienne et école primaire), une salle des fêtes (500 places), une crèche, un centre de santé, un commissariat et une petite bibliothèque avec une section pour enfants.
Ces services, encore présents aujourd'hui, sont prévus pour permettre une autonomie du quartier et ils participeront à sa renommée.
Le long de l'avenue Georges Truffaut un talus descend vers le fleuve et permet une relation entre le quartier et la Meuse ; il n'existait pas encore d'autoroute urbaine a cet endroit-là comme c'est le cas aujourd'hui.
On retrouve dans ce projet les différentes théories des Congrès international d'architecture moderne et de la Charte d'Athènes: pureté de la ligne, rationalisation de l'espace, libération du sol, préoccupation hygiéniste, unité d'habitation et unité de voisinage, etc.
Le projet initial évoluera au fil des années.

### Les premiers logements

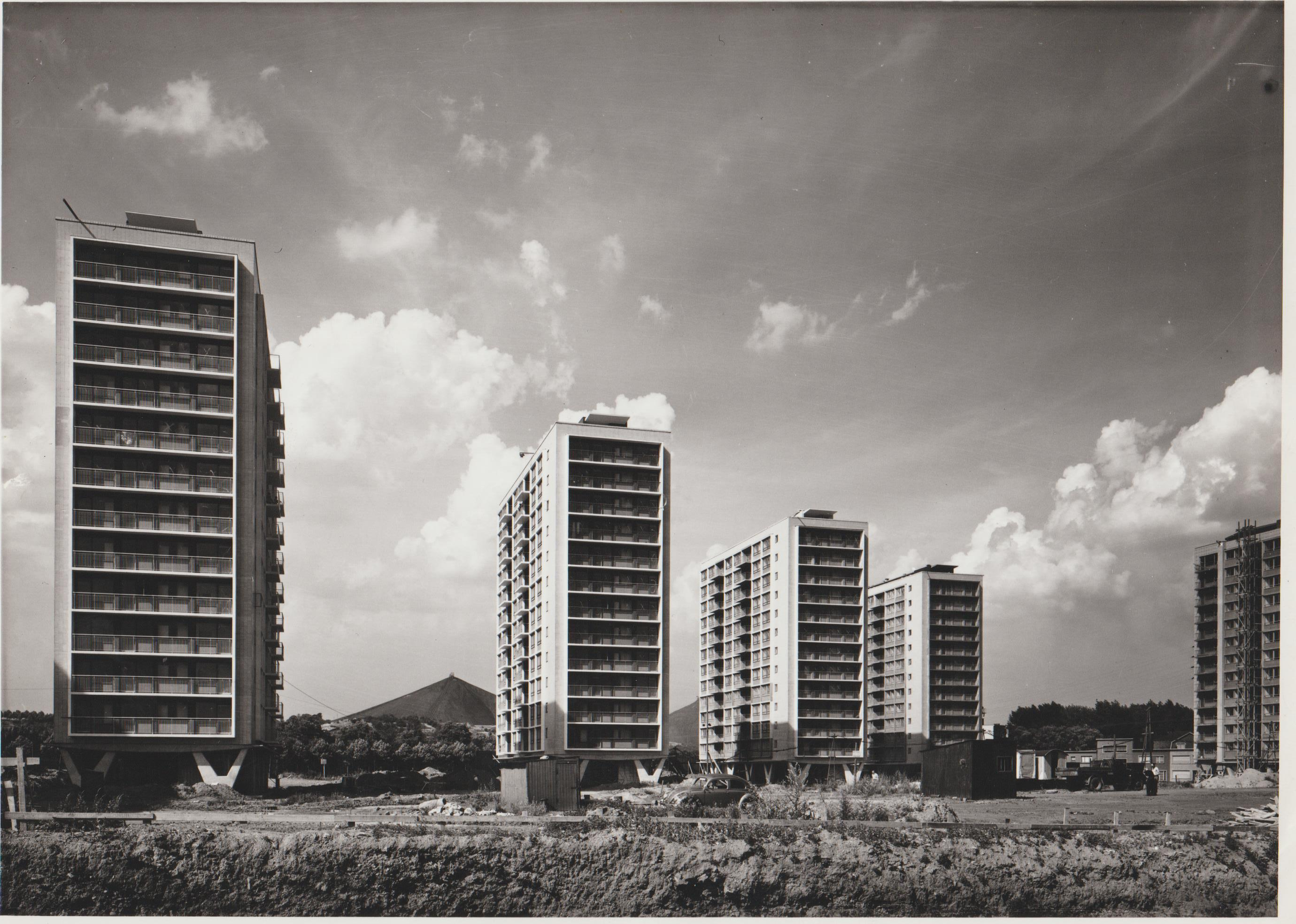
Complexe de Droixhe

Les logements de l'avenue Georges Truffaut sont les premiers à être réalisés (1954-1957) ; ils offrent une qualité de vie innovante et peu répandue dans les années 50-60 : salle de bains (présente dans 7% du logement privé de l'époque en 1947), cuisine équipée de taille correcte pour chaque appartement, l'eau courante et le chauffage central, terrasse de 6 m2, buanderie, rangement intégré, vide-ordure, garage à vélos-motos en cave, à poussettes à l'entrée, et des équipements technologiques comme l'ascenseur, le parlophone et l'isolation thermique et acoustique.
A chaque niveau différentes typologies d'appartements sont proposées, du studio pour une personne au logement six pièces pour 7 à 9 personnes, les appartements ont de larges ouvertures pour permettre à la lumière d'y pénétrer, ils sont soit mono-orienté soit bi-orienté avec une ou deux ouvertures carrées supplémentaires de taille réduite.
Des artistes comme Jo Delahaut, Pol Bury, Georges Collignon, Jean Rets, … ont exécuté des œuvres à l'extérieur aux rez-de-chaussée ce qui permet une différenciation des bâtiments depuis la voirie.
Les immeubles sont construits sur pilotis (au rez-de-chaussée se trouve le logement du concierge), surélevés par rapport au sol qui est traité en jardin , et une attention particulière est accordée à l'aménagement aux pieds des tours. Les toitures sont aménagées en terrasses pour des jeux d'enfants selon le principe de Le Corbusier.
L'ensemble de la structure est réalisée en béton :« E.G.A.U va utiliser des systèmes de préfabrication pour réduire les coûts et accélérer le chantier ( murs extérieur en plaque de terre cuite émaillée, blocs des fenêtres en béton armé, escaliers métalliques). Les détails sont très soignés, l'alternance de matière et couleurs renforce la plastique des volumes. » 

### Les modifications du projet

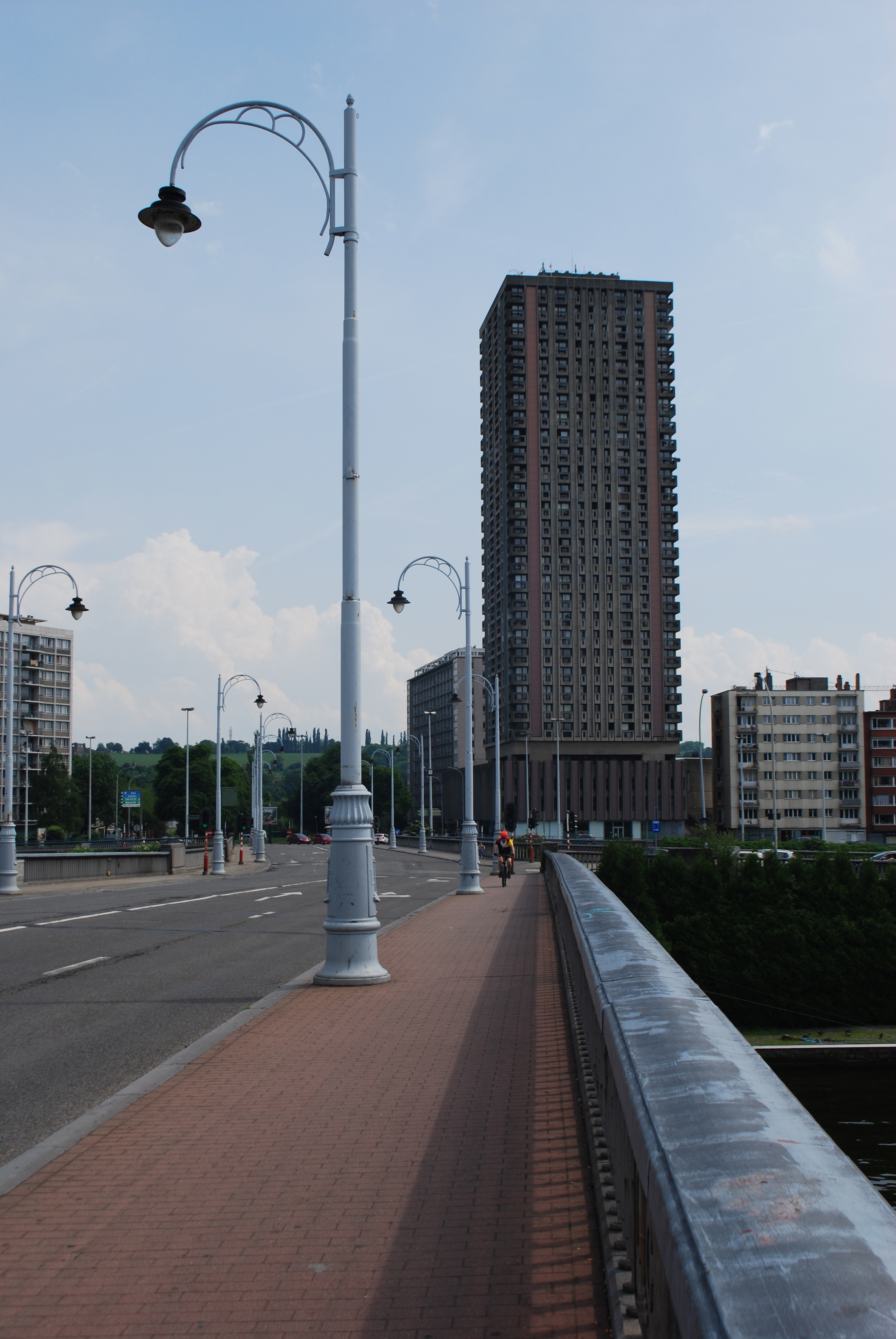
Tour Atlas

Fin des années 1960, portée par le succès des premières constructions et pris par la folie des grandeurs, la société de logement La Maison Liégeoise demande aux architectes de modifier le projet et de construire les 5 tours suivantes plus grandes que ce qui était prévu initialement. Il est alors décidé de construire les tours de l'avenue de la Croix-Rouge sur 21 étages au lieu des 12 prévus. Les architectes proposent alors en plus de réaliser des logements complètement modulables pour pouvoir adapter la taille des appartements en fonction des besoins, c'est l'idée de la flexibilité qui plaît alors beaucoup (concept qui ne sera finalement pas mis en place dans la réalité car trop complexe) et les constructions sont lancées avec cette nouvelle ambition.
A l'angle de l'avenue du Centenaire, aujourd'hui nommée avenue de Lille, et de l'avenue Georges Truffaut, à la place de l'immeuble prévu dans le plan masse de base originaire, est finalement construite, au-dessus d'un bâtiment de 2 niveaux, la tour dite Atlas aussi appelée la tour Match, une tour sur une base carrée de 28 étages et 87 mètres de haut. Elle est encore en 2020 l'un des bâtiments les plus hauts de la ville de Liège.

### Les étapes de la construction
Le chantier s'est déroulé en 5 phases.
La construction débute en 1954 :
- la première phase, de 1954 à 1957, est celle des immeubles de l'avenue Georges Truffaut et de la place de la libération ;
- la deuxième, de 1955 à 1959, est celle de la construction des immeubles du square Alfred Micha ;
- ensuite, la troisième, en 1963, ceux de l'Avenue du Centenaire;
- la quatrième phase est la construction des immeubles de l'Avenue de la Croix-Rouge de 1966 à 1972, et du complexe médico-familial en 1971 ainsi que l'église Saints-Pierre-et-Paul, démarrée en 1957 et achevée seulement en 1973 ;
- la cinquième et dernière phase est celle de la tour Atlas, construite de 1975 à 1979.

Le chantier pour lequel il existe de nombreuses illustrations témoins du savoir-faire des entreprises de l'époque a été abondamment décrit et commenté.

### Les infrastructures du quartier
- l'Église paroissiale Saints-Pierre-et-Paul ;
- des commerces ;
- une plaine de jeux ;
- un terrain de sport ;
- un complexe social avec des écoles, une bibliothèque, une crèche, une salle de fêtes et un commissariat ;
- une centre médico-familial « Les Murlais » qui comporte une maison médicale et une maison de repos ;
- un cinéma « Le Parc », au sein d'un complexe commercial et résidentiel.

### L'évolution du quartier
Au début de son histoire, les habitants, issus de milieux sociaux et culturels divers, parlent de ce nouveau quartier comme d'un « paradis » et Droixhe est considérée comme une réussite et de ce fait a énormément de succès chez les Liégeois. En 1958, dans le cadre de l'Exposition universelle de Bruxelles, l'Exposition internationale d'urbanisme et d'habitation est organisée dans le quartier dès après l'achèvement des premiers bâtiments.
Mais peu de temps après la fin du chantier, au début des années 1980, les conditions d'accès au logement à Droixhe sont modifiées.
Il est en effet décidé de lier le montant du loyer aux revenus des locataires et cette nouvelle manière de fonctionner crée une rupture dans la composition sociale jusqu'ici mixte et hétérogène.
La petite bourgeoisie et les classes moyennes quittent le quartier au fil du temps lequel devient rapidement le lieu d'accueil des populations les moins aisées de la ville.
Comme l'écrit Pierre Frankignoulle, le quartier « était très prisé des « petites classes moyennes » qui concevaient parfois leur passage à Droixhe comme un « transit » vers l'accession (à la propriété). Des chiffres de 1962 montrent la diversité socio- professionnelle : ouvrier du secteur privé : 19,3 %, ouvrier du secteur public : 5,4 %, ouvriers pension- nés : 6,2 %, employés du secteur privé : 36,8 %, employés du secteur public 19,5 %, employés pensionnés : 10,6 %, professions libérales : 2,2 %. La situation actuelle (2009) est très différente : 90 % des chefs de ménages sont inactifs. » 
Des faits récurrents de délinquance créent un sentiment d'insécurité et impactent durablement la réputation de la cité de Droixhe.
Les recettes de La Maison Liégeoise diminuent progressivement au point de ne plus avoir les moyens d'entretenir les bâtiments. Les dégradations augmentent et rien ne vient enrayer ce mouvement délétère.
Le monde politique finit par remettre en question les choix urbanistiques et l'architecture du Groupe EGAU et de moins en moins de Liégeois se rendent à Droixhe dans le but de profiter du parc et de ses infrastructures. L'architecture est rendue responsable des maux sociétaux et la cité, qui compte moins de 2 000 logements, est associée aux problèmes rencontrés par les cités françaises.
Droixhe est alors considérée comme une sorte de ghetto et est perçue comme un lieu maudit de la ville de Liège, le quartier à éviter, l'exemple même de la crise urbaine. Aujourd'hui, le quartier, comme l'ensemble des quartiers sensibles du pays présentent toujours des problèmes, mais la situation reste  beaucoup moins grave que dans certains quartiers en France, tels que les quartiers nord de Marseille ou la banlieue parisienne.
Cette image catastrophique est restée jusqu'à aujourd'hui alors qu'un programme de requalification voit le jour dans le milieu des années 1990.

### Le projet de requalification de Droixhe
Le bureau d'étude et d'ingénierie français PROJENOR est chargé de réaliser un audit social et urbanistique du quartier, et en 1995 il propose un concept de requalification, qui ne se limite pas à simplement rénover le bâti mais il s'agit de travailler sur les espaces publics, la vie associative et le tissu économique du quartier.
Il faudra cependant beaucoup de temps pour que le projet se mette en place et les premiers travaux de rénovation ne débutent qu'en 2003. Les 6 immeubles du secteur Truffaut-Libération ont été rénovés de 2004 à 2010 par le bureau d'architecture Dethier & Associés qui propose une relecture de cette architecture avec la volonté de conserver ses spécificités et d'intervenir là où c'est vraiment nécessaire.
Le bureau propose également un projet pour les tours de l'avenue de la Croix-Rouge qui sera cependant rejeté par la ville.
Après un premier coup d'arrêt, plusieurs scénarios sont envisagés comme la démolition de ce qui constitue quand même une partie remarquable du patrimoine de l'architecture moderne wallonne. L'intervention d'investisseurs privés laisse espérer qu'une autre option est envisageable et de nouveaux outils urbanistiques devraient permettre de donner un nouveau visage à Droixhe.
La requalification pouvait redémarrer sur de nouvelles bases mais la survenance de la crise financière de 2008 touchera aussi le marché de l'immobilier ce qui en a empêché la concrétisation.
La situation financière de Liège ne permet plus de gérer un parc immobilier aussi important. La transformation des unités d'habitations et leur adaptation aux nouvelles normes pour les réinjecter sur un marché plus varié serait le chemin le plus simple et le plus praticable pour retrouver le succès mais le monde politique préfère adopter une solution de facilité, à savoir conserver et rénover une partie du site tout en démolissant l'autre partie.

### Les démolitions

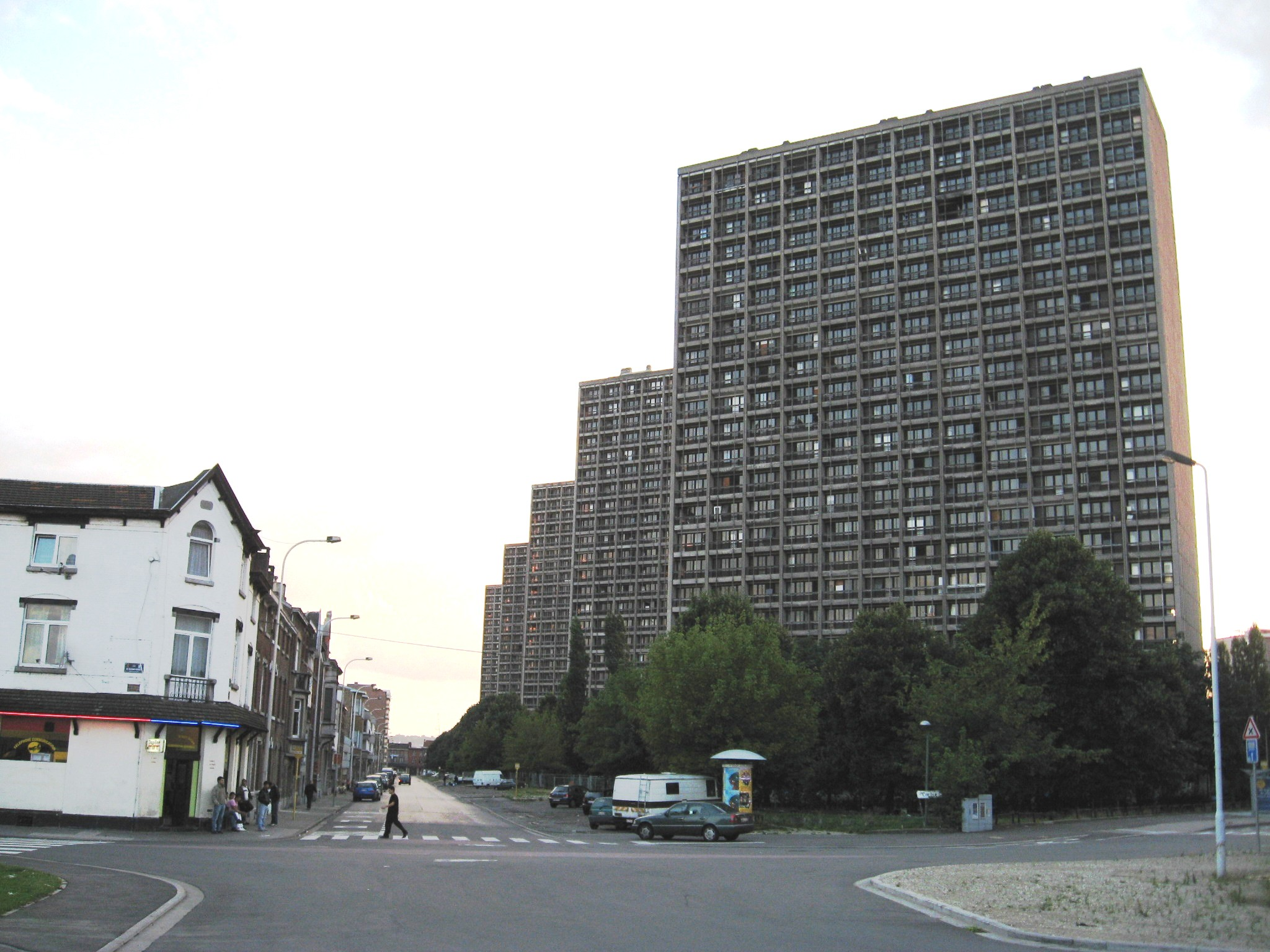
Les immeubles à appartements avant leur destruction.

Les premières démolitions ont lieu en 2009, il s'agit des deux tours aux extrémités de l'avenue de la Croix-Rouge et des immeubles qui entourent le square Alfred Micha. Les trois dernières tours de l'avenue de la Croix-Rouge sont démolies en 2014, faute de moyens pour la rénovation et malgré différentes propositions, entre autres celles de l'association de Droixhe, de l'atelier Castro-Denisof et aussi du Bureau Dethier & Associés.
Les démolitions, spectaculaires, ont été abondamment photographiées et filmées.

## Le renouveau
À leur emplacement ont été construits des logements d'une nouvelle typologie qui n'ont rien avoir avec l'architecture moderne de Droixhe.
Progressivement, le quartier voit l'aboutissement de cette vaste entreprise. Aussi vaste que complexe puisqu'il aura fallu séduire le secteur privé. En marge du tram, de son dépôt et des nouvelles Halles des foires, la requalification de l'habitat aura coûté des dizaines de millions d’euros au secteur public.
En parallèle de la requalification de la tour Lille 4, les dossiers s'enchaînent avec la volonté d’assurer la mixité sociale. Depuis la démolition des tours de l'avenue de la Croix Rouge, cette artère a vu la construction d'une vaste maison de repos, qui compte 108 lits ainsi qu’un accueil de jour. 
A cela s’ajoute, l’ouverture du centre CiNETiquE et l'école Leona Platel. L’école Léona Platel, enseignement spécialisé de type 4, prend en charge l’enfant dans sa complexité tant intellectuelle que physique, et le centre CiNETiquE (Centre liégeois Neuromoteur d’Education Thérapeutique pour Enfants - anciennement CIMC), facilite l’encadrement des enfants qui présentent une atteinte neuromotrice prédominante.
Le mercredi 2 octobre 2024, les nouvelles halles de Liège Expo sont inaugurées. Ce complexe de 16.000 m² prend le relais des anciennes Halles des Foires de Coronmeuse,

## Population
En 2015, la ville de Liège comptait 198.223 habitants, dont 2.485 à Droixhe.

## Culture

### Films tournés à Droixhe
- La raison du plus faible, 2006
- Jeux d’enfants, 2003